# Escudo de Gabón
El escudo de armas de Gabón fue diseñado por el heraldista y vexilólogo suizo Louis Mühlemann, uno de los miembros fundadores del FIAV y también diseñador del escudo de armas del Congo. Las panteras simbolizan la vigilancia y el valor del presidente que protege la nación. Los bezantes (discos de oro) dentro del escudo simbolizan la abundancia mineral del país. El escudo está sostenido por dos panteras negras y un árbol de okoumé que simboliza el comercio de la madera. La nave representa a Gabón que se mueve hacia un futuro más brillante. El escudo de armas es poco usual porque tiene dos cintas con lemas en dos diversos idiomas. La cinta en la parte inferior del escudo aparece el lema en francés “UNION, TRAVAIL, JUSTICE” (“Unión, Trabajo, Justicia”). La segunda cinta se coloca debajo de las ramas del árbol del okoumé y figura el lema en latín “UNITI PROGREDIEMUR” (“Vayamos adelante unidos”).
El sello de la República muestra a una madre y su hijo y una leyenda del nombre del país y el lema.